# Anna Szatkowska
Anna Szatkowska vel Anna Rosset-Bugnon z domu Szatkowska (ur. 15 marca 1928 w Górkach Wielkich, zm. 27 lutego 2015 w Szwajcarii) – polska działaczka podziemia niepodległościowego w czasie II wojny światowej w ramach Armii Krajowej (AK), sanitariuszka w czasie powstania warszawskiego, autorka wspomnień.

## Życiorys
Była córką pisarki Zofii Kossak i literata Zygmunta Szatkowskiego, wnuczką majora Tadeusza Kossaka oraz prawnuczką malarza Juliusza Kossaka. W czasie powstania warszawskiego służyła jako sanitariuszka ps. Anna w 4. kompanii "Harcerskiej", batalion NOW-AK „Gustaw”, zgrupowania „Róg” na Starym Mieście. W 1945 roku wyemigrowała wraz z matką z Polski. W 1946 roku rozpoczęła studia w Irlandii. Naukę ukończyła już we Fryburgu w Szwajcarii. 
Była między innymi autorką kilkakrotnie wznawianych wspomnień pt. Był dom (Wydawnictwo Literackie, Kraków). W 1998 roku wspólnie z bratem Witoldem Szatkowskim założyła Fundację im. Zofii Kossak. Zmarła w Szwajcarii.

## Życie prywatne
W 1951 r. poślubiła Jean-Marie Rosseta, miała czworo dzieci (w tym urodzonego w 1958 r. François Rosseta, późniejszego profesora literatury francuskiej w Lozannie). W 1960 r. mąż zginął w wypadku tramwajowym w Zurychu. Anna Szatkowska samotnie wychowywała dzieci, pracując jednocześnie jako nauczycielka. W 1971 r. poślubiła Jeana Bugnona i osiedliła się na stałe w Cugy.